# スノーボード

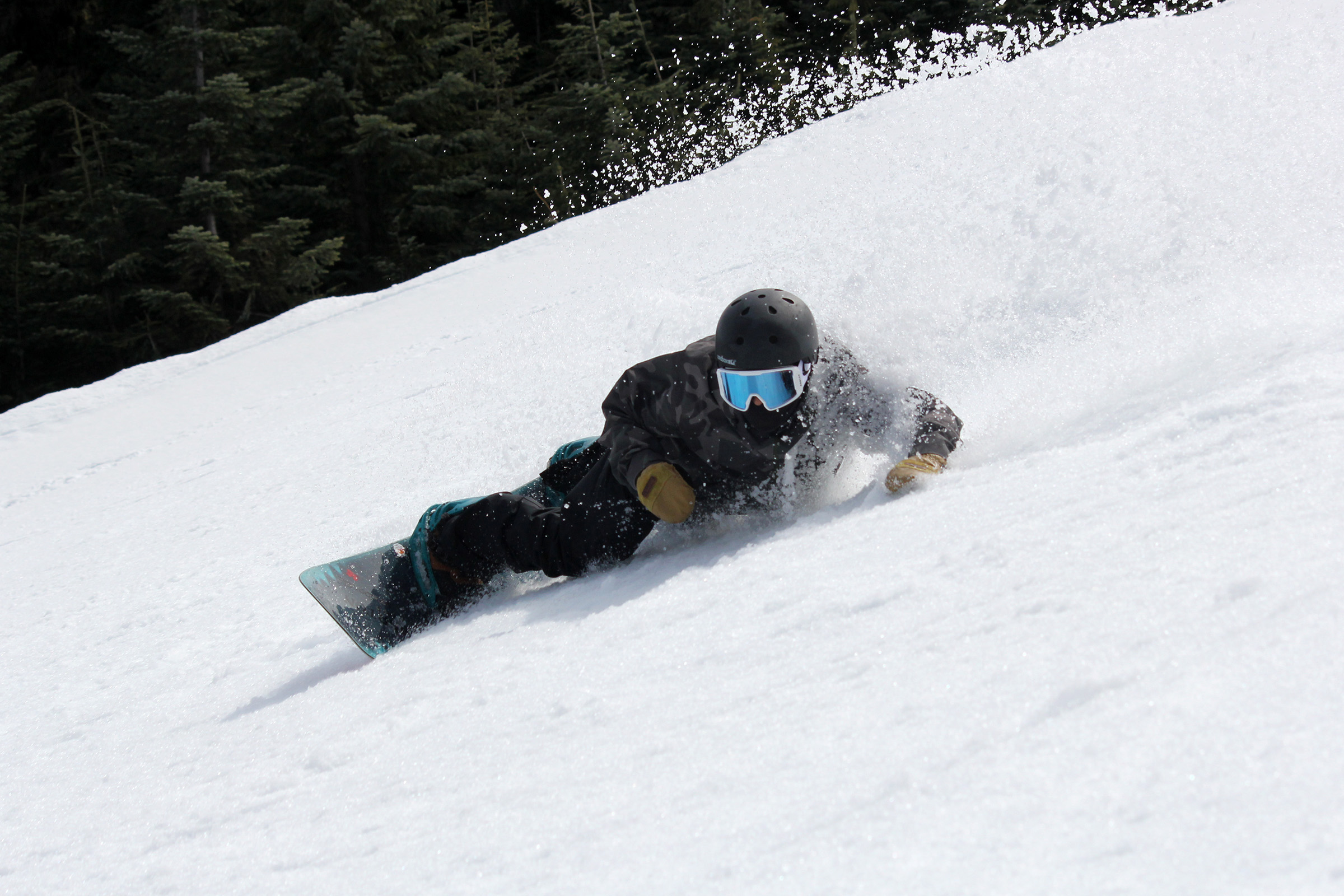
スノーボードの風景。

スノーボード（snowboard）は、サーフィンやスケートボードのように横向きになって板に乗り、バインディング（ビンディング）と呼ばれる留め具で足を固定し雪の斜面を滑る遊び、スポーツである。ウィンタースポーツのひとつ。スノーボーダーによって行われる。エクストリームスポーツととらえられることが多い。別名スノボ。

## 概要
サーフィンやスケートボード同様に、横乗り（サイド・ウェイ・スタンス）スポーツである。左足が前になるレギュラースタンス、右足が前になるグーフィースタンスがある。利き足の呼称なので、レギュラースタンスの人は右足を前にして滑ってもグーフィー・スタンスとは呼ばれずに、スイッチ・スタンスと呼ばれる。右利き手が多いように、グーフィーよりレギュラーの割合が多い。
もともとはサーフィンやスケートボードを雪山でも、といった楽しみ方をされていたが、既にスキー場という娯楽施設が整備されていたため、その環境にも適応すべくスキー製造技術を取り入れていった。圧雪された斜面での滑走性能が上がり、後に整備されたゲレンデで滑るのが一般的となったが、ゲレンデ外（オフピステ）の雪山を滑るバックカントリースノーボードも人気である。人工的に管理された範囲外での滑走となるため、より高度な滑走技術だけでなく、雪崩のリスクマネジメント、応急手当など、安全に関わる知識を学ぶことや、ビーコンなどの専用の装備が必要である。バックカントリースノーボードはビッグマウンテン、狭義にはエクストリームなどとも呼ばれる。
国内においてはオフでも気軽にジャンプを練習できる施設が多く、そこでは雪の代わりにブラシを使用し一年中スノーボードができる環境を提供している。人工雪によるインドア施設も多い日本では、外国よりもよりスノーボードが年間で楽しめる環境が整っている。
スノーボードとスキーは、雪の上を滑走する競技という意味では同列であるが、オリンピックや全日本スキー連盟のカテゴリーとしてはスキーの下位概念とされている。（スノーボードはスキーの一種という考え。）
「スノーボード」という名称は、アメリカとカナダを中心とした北米スノーボード協会が発足した時、新しいスポーツのジャンルとしてスノーボードという名称に統一したことに始まる。1940年代まで、同じく「スノーボード」という名称の雪上を滑るボブスレーのような競技が存在していたが、一般には普及しなかった。
英語で"snowboard"は「スノーボードする」という動詞であるため、名詞として使う場合は"snowboarding"と言うことが多い。また、1980年代の一時期、アメリカの玩具会社が"Snowboard"の商標登録を持っていたため、"snoboard"という表記も当時よく見られた。

## 歴史
雪山を1枚の板で滑ることは1800年代にはすでに行われていたとも言われているが、アメリカ合衆国で1963年にトム・シムスがスケートボードを加工して作った「スキーボード」や、1965年にシャーマン・ポッペン (Sherman Poppen) が作った「Snurfer（スナーファー：snow とsurfer の合成語）」と呼ばれる雪上サーフィンの玩具などが、スノーボードの起原とされている。これは、非常に小さな合板の板に紐を取り付け、バランスを取りながら真っ直ぐに斜面を滑り降りるだけの乗り物であった。
その後派生した初期のスノーボードは、板の面積が大きく、降雪後に山に登り新雪をサーフィン感覚で滑り降りるもので、「スノーサーフィン」と呼ばれた。滑走面から飛び出したフィンが付いており、圧雪されたゲレンデでは上手く滑ることができなかった。
1970年代初め、ユタ州ソルトレイクでディミトリー・ミロビッチによって設立されたウインタースティック社のカタログには「30cm以上の深雪が必要」と記されている。スノーサーフィンは、その後派生する多くのスノーボードメーカーにも大きな影響を与える。
1971年 田沼進三によって設立されたパイオニア・モス社が、サーフボードのウレタンフォームとグラスファイバーを使用したプロトタイプを作成。フィンとエッジがあり、バインディングはないものであった。
1972年 ボブ・ウェバーが「スキーボード」デザインの特許を取得。これは1990年8月17日、ジェイク・バートン・カーペンターに売却される。
1975年 ディミトリー・ミロビッチがウィンタースティック社の工場を設立。初期のボードからメタルエッジを取り除き、ダブルエッジを開発し、特許を取得。
1976年 トム・シムスがシムス・スポーツ社を設立。
1977年 ジェイク・バートン・カーペンターが、バートン・スノーボード社を設立し、1980年代中頃ゲレンデを滑る事が出来る道具を開発すると同時に、大量生産の体制を築く。日本ではスポットビルトアジアが輸入を開始、ムラサキスポーツ、マリンプラスチック等が販売を始めた。
1979年 日本では1970年代後半からいくつかの小規模なメーカーが興されたが、パイオニア・モス社がスキーの解放型プレートを改良した固定式ハードバインディングを持つ「MOSS snowstick」の販売を開始。これはスキーブーツの使用を前提とし、世界で初めて固定式バインディングを採用したものであり、「MOSS SNOWBOARD」は2025年においても現存する世界的古参メーカーとして知られている。
1981年 シムスがメタルエッジつきボードを開発。コロラド州で初めての大会が開催されたと言われている。
1983年 世界初の国内競技連盟として日本スノーボード協会が発足。「第一回全日本スノーサーフィンチャンピオンシップ」開催。
1985年 ヨーロッパと北アメリカでもスノーボード協会が発足。トム・シムスが、ロジャー・ムーアの代わりにスノーボードのスタントを務めた映画、ジェームズ・ボンドの「007 美しき獲物たち」が公開される。
1986年 スイスのスノーボードクラブが「インターナショナル・スイス・チャンピオンシップ」をサンモリッツで開催。
1987年 アメリカ・ブレッケンリッジとイタリア・モリッツで世界初の国際級大会「International World Championship」開催。競技種目はスラロームとハーフパイプであった。翌シーズン、ヨーロッパとアメリカでワールドカップシリーズ5戦開催。この頃から国協会も増えていく。
1989年 初めての国際競技連盟として国際スノーボード協会が発足。ただし、ヨーロッパ内での活動。
1990年 初めてのプロ協会がスイスで発足。アジア、ヨーロッパ、北アメリカで、ワールドカップ大会16戦が再開される。
1990年代に入り、当時若者に人気があったスケートボードのイメージと重なり、爆発的ブームとなって産業として育ってゆく。
1991年 国際競技連盟の国際スノーボード連盟が発足。ワールドカップ大会3戦開催。
1998年 長野冬季オリンピックより、アルペンスタイルのパラレル大回転、フリースタイルのハーフパイプが正式種目となった。
2002年 国際スノーボード連盟が解散、世界スノーボード連盟が発足。
2006年 トリノ冬季オリンピックより、スノーボードクロスが正式種目となった。
2014年 ソチ冬季オリンピックよりアルペンスタイルのパラレル回転、フリースタイルのスロープスタイルが正式種目となった。
2018年 平昌冬季オリンピックよりビッグエアが正式種目となった。
2022年 オリンピック・ムーブメントにおけるスノーボードの国際競技連盟である国際スキー連盟が「国際スキー・スノーボード連盟」に改称。

## 用具

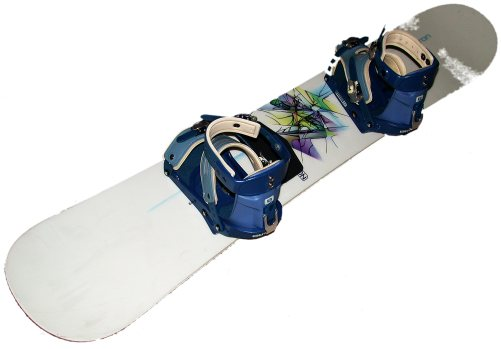
スノーボード

表面と滑走面が一体となった一枚の板に、バインディングが直接取り付けられるようになっていて、進行方向に対してバインディングを、斜めまたは横向きに取り付けたもの。
大きく分けてフリースタイル（ソフト）とアルパイン（日本スノーボード協会ではアルパイン、全日本スキー連盟ではアルペンと日本語表記する、ハード）の2種類がある。この場合のソフト、ハードとは、それぞれの用途で使われるブーツがソフトブーツ、ハードブーツに分かれることからボードおよび滑走スタイルにまでその呼び方を拡張したものであり、日本では先のフリースタイル、アルパインの呼び分けが一般的である。93〜94年のフリースタイル：アルパインのバインディング販売比率統計では、ヨーロッパ 63%：37%、日本 85%：15%、アメリカ 93%：7%というデータがあり、後に、よりフリースタイルの比率が大きくなっている。

### ボード

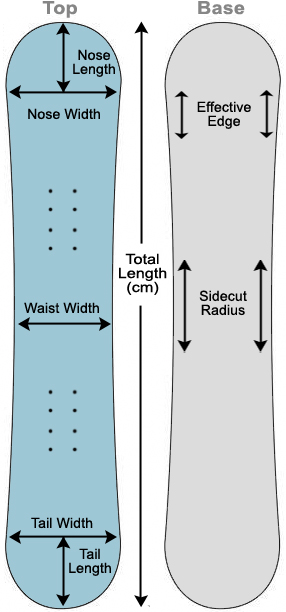
ボードの構造図。

1980年代後半、スキー製造技術を取り入れてから技術的に急成長した。1990年代、逆にスキーはスノーボードに見られた特徴を取り入れ、従来のスキーにスノーボード並みのサイドカーブを持たせたカービングスキーや、前後ともに反り返った後ろ向きでも滑りやすいスキーが登場するなど、相互に発展を遂げている。
世界的にスキー・スノーボード製造工場が数社に集約されており、多くのブランドがそれらの工場に生産を委託し、大量生産されている。各工場が独自の技術でしのぎをけずっているが、それはスキーにおける各工場とメーカーの技術提携に見られるものと同じである。一般に流通するスノーボードにはほとんど性能の差はなく、乗り心地の好みによるところが大きい。一方、昔ながらの職人的技術で個性的な上級者向けスノーボードの少量生産を続けているメーカーも存在する。独自の製造技術を持っている場合もあるが、多くは職人の手工業的スキー製造技術で生産している。大量生産製品と違い、細かな改良が出来るといった小回りが得意なため、大手メーカーにはない独自な形状や性能を持ったスノーボードが生産され、マニアを中心に比較的高価な価格で流通している。
日本では、ヨネックスが独自の炭素繊維加工技術を持ち、オガサカスキーでは多くの日本産ブランドにおけるモデルを生産している。しかし国外メーカーが技術的優位に立ち、量的にも日本国内に流通するスノーボードのうち日本製は20%前後と言われている。
シムスやバートンのほか、1990年代からはロシニョール、サロモンなどのスキーメーカーも多くスノーボード業界に参入している。
スノーボードの表面をデッキやトップ、裏側の滑走面をベースやソール、外周の金属部分をエッジ、進行方向先端をノーズやフロント、反対側をテールやバックなどと呼ぶ。一般的には、何層かのファイバーグラスで覆われた木のコア（心材）、ポリエチレンプラスチックのベース、その両サイドに金属エッジという、スキーと同じ構造が主流になっている。
コア材には、ブナやポプラをはじめ、竹や樺などの木材が使われる。アルミニウム、アクリル、複合材ハニカム、フォーム、レジンなども木材と組み合わせて、あるいは単独で使われることがある。固さとねじれ剛性を出すため、コアは通常2層以上のファイバーグラスでラミネートされる。さらにアルミニウム、炭素繊維、アラミド（トワロンやケブラー）のストリンガーで弾力性と剛性を増してあるものもある。変わったところでは圧電衝撃吸収剤といった素材も使われている。
ベースは、大きく分けてエクストリュード（押し出し成形製法）とシンタード（焼結成形製法）がある。エクストリュードは、顆粒状のポリエチレンを溶かしてそのままシート状に押し出し成型する製法で、製造やリペアが比較的容易。製造コストを抑えることができ、手入れをしなくても滑走性能に影響が少ないため、初級者やレンタル用に多く使われる。シンタードは、顆粒状のポリエチレンを加熱し、さらに圧力を加えてかたまりになったものをシート状に切り出す製法。ワックスの吸収性が良く、汚れがつきにくいが、的確な手入れをしないと性能を発揮しないため、中上級向けと言える。ポリエチレンにカーボングラファイトを添加してあるグラファイトベースやエレクトラベース、金属分子のガリウムメタルを添加してあるガリウムベースなどがある。
エッジは固い雪面をターンするため、またはコアの保護のためにも重要。ソールに対しての角度とエッジ自体の角度で乗り味などが変わる。
デッキにはバインディングを取り付けるためのインサートホールが設けられている。4×4という規格のパターンが大半だが、バートンは独自の3Dパターンを使用している。
フリースタイルボードは、アルパインタイプに比べると、幅広で長さも短めのものが多い。どちらを前にしても滑りやすいよう、前後とも半円形状で反りがついている。形状、フレックス、インサートホールが前後対称のツインチップ、前後非対称のディレクショナル、前後対称形状でセットバックされていたり、フレックスがテール寄りだったりと、中間的な存在のディレクショナルツイン、セミディレクショナルなどに分類される。
アルパインボードは、フリースタイルに比べてスリムな形状で、トップは半円形状、テールは板に対して垂直にカットされている、外見ですぐに前後が認識できる完全なディレクショナルである。元々は旗門競技用に開発されたため、滑走安定性が高く、高速なターンを得意としている。
非対称ボードと言われる、左右のエッジがずれて取り付けられているボードがある。これは、切り替えし時のロスが少ないように開発されたもので、一時はフリースタイルボードにも見られたが、特性的にアルパインボードに多い。アルパインスタイルでは足の向きを進行方向に対し斜めにセットするため、踵よりも爪先の方が前方に位置する。これに合わせて爪先側のエッジ（レギュラースタンスでは進行方向右側）を前にずらしてある。全盛期には各社から発売されていたが、レギュラーとグーフィーと違うスタンス向けに生産しなければならず、生産量の調整も難しいことや、スノーボード自体の性能も良くなり、そこまで必要性が無くなったという背景もあり、ほとんど生産されなくなった。

### バインディング（ビンディング）

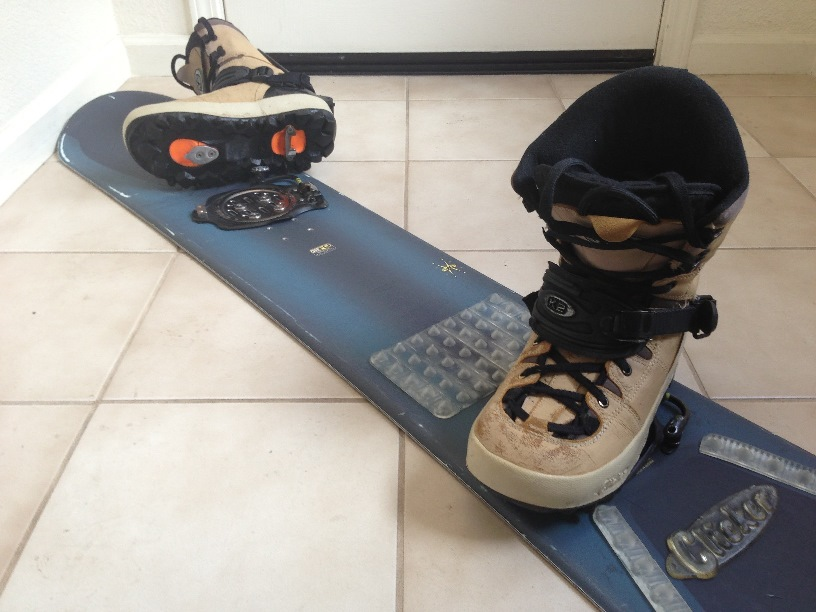
バインディングの装着/脱着状態（一例）

バインディングはボードとブーツを固定する器具で、ボードに直接取り付ける。
バインディングは、ビンディングとも日本語表記される。日本では日本スノーボード協会が表記を英語発音に近い「バインディング」に統一、以来スノーボードだけを販売するメーカーは、たいていバインディングの表記を用いる。一方、スキーではドイツ語発音に近い「ビンディング」の表記を使用していたため、スキーも製造するメーカーや、全日本スキー連盟の登録選手しか出場できない冬季オリンピックでは、スキーと同じビンディングの名称が用いられる。二つの呼称に意味の差はないが、ビンディングの方が比較的古くから使われている。
フリースタイルバインディングは板の進行方向に対し、より横向きにセットされる。前足が15～21度前後、後ろ足が0～10度前後が一般的だが、後ろ足をマイナス角に取り付けるダックスタンスや、両足とも0度にセットするフラットなどもある。もっとも一般的で操作性が高いストラップインタイプ、踏み込むだけのステップインタイプ、その両者の利点を併せ持つリアエントリータイプがある。ベース、ブーツを固定するストラップ、ふくらはぎをサポートするハイバックで構成される。アングル角度調節がより細かく容易にできるようにベースを押さえるディスクが別にあったり、踵部分がヒールカップとして別になっていたり、ベースに衝撃吸収用パッドがついているものもある。ステップインタイプは登場当時は話題を集め、各社開発が盛んだった時期もあるが、ストラップインタイプよりレスポンスが悪い、雪が詰まりやすいなどの問題点が未だ完全に解決されているとは言えず、最近ではほとんど販売されていない。リアエントリータイプは、ハイバックが後方に倒れる構造を持ち、足を入れてからハイバックを起こして固定する仕組みになっている。
以前はブーツ底とデッキが密着するベースプレート（ディスク）レスバインディング、ブーツ上方に3本目のストラップをつけてレスポンスを良くした三点タイプ、足の可動範囲がより広くなるようハイバックを非常に低くしたローバック、フリースタイル用のカントなどもあった。
アルパインバインディングは、板の進行方向に対し、より前向きにセットされる。45〜60度弱が一般的だが、70度前後という場合もある。従来の手で締めるクリップタイプと、踏み込むだけのステップインタイプがある。リフトやカントを入れて角度をつけるのが一般的。

### ブーツ
フリースタイルバインディングにはソフトブーツを使用する。素材は、昔は革を使用したものが多かったが、最近では剛性や耐久性の点から、化学繊維が多く用いられるようになった。一般的なアウターとインナーに分かれたタイプと、インナーレスタイプがある。紐で編み上げるタイプのほか、ダイヤルを回して金属ワイヤーで締め上げるタイプなどもある。
アルパインバインディングにはスキーブーツと同様の樹脂で成型されたハードブーツを使用する。スキーブーツと比較して前後方向に柔らかめに作られていたり、板を倒しこんだときに雪面と接触し難いよう、つま先と踵部分が斜めに削られているなどの違いがある。
インナーには、アウターと同様に編み上げタイプや一体成形タイプ、サーモタイプなどがある。サーモインナーは一度オーブンなどで熱を加え、足を入れて冷却し、自分の足にフィットするように成形したインナーとすることが出来る。

### その他
デッキの中ほど（前後バインディングの間）にはデッキパッドと言う滑り止めをつけることがある。平坦な場所やリフト乗降時、後ろ足を外して蹴って進む場合に、後ろ足を乗せても滑らないようにするためである。
スノーボードにはスキーのビンディングのような開放機能はなく、滑走中に外れることは少ない。しかし、脱着時などに板を単独で流してしまうことがあるので、ボードと足をつなぐリーシュコードという流れ止めの使用を推奨、または義務とする施設がある。なおチェアリフトの乗車時には、全国スキー安全対策協議会が定めている、スキー場内やリフト乗車停留場に掲示されている条文によって、流れ止め（リーシュコード）を使用するように喚起されている事が多い。
ウェアの下には、プロテクターを着用することが多い。
ヒップパッドの付いたインナーパンツや、バックプロテクターなどが付いたベストやジャケットタイプ、膝・肘用のプロテクターもある。技の練習時にアイテムや雪面での衝撃や、他人との衝突時における怪我を防止するためにするものである。プロテクター着用により、怪我の防止と転倒時の痛みの軽減が期待されるため、着用する者が増えている。
また最近ではヘルメットをするスノーボーダーも増えた。まだ日本では普及が弱いが、欧米のスキー場ではヘルメットをかぶるスノーボーダーの方がヘルメットをしないスノーボーダーよりも多い。なお、国際スキー連盟（FIS）が関連するスノーボード競技の場合は、FISによって定められた【スノーボード】国際競技規則（ICR） (PDF) 2010.6及び2607.2により、全競技においてヘルメットの装着義務がある。

## 技術

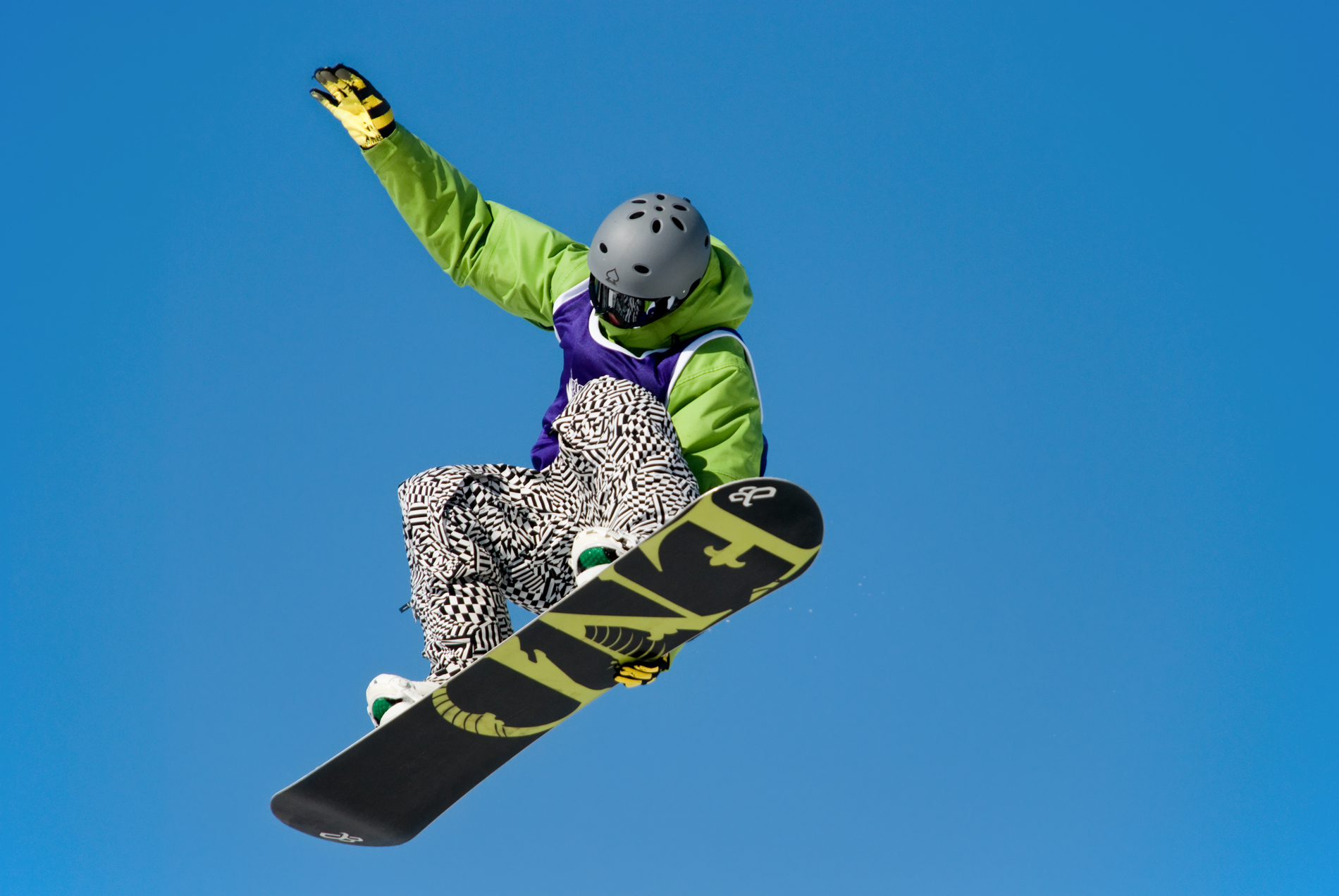
トリックを見せる選手

### 用語
トリック
「トリック」とは技の総称である。たとえば下記の「スピン・トリック」は「回転技」という意味である。

### 主な技術
スケーティング(skating)
前足をバインディングにつけたまま、後ろ足を外して蹴って進む方法。平坦な場所やリフト乗降時には必須の技術。
ドリフト・ターン(drift turn)
板をずらすことで減速しながら行うターン。（JSBAはドリフトターン、SAJはスライドと言い、呼び方と技術が違う）
カービング・ターン(carving turn)
板のサイド・カーブを利用した、ずれと減速の少ないターン。文字通り雪面を「彫る」ようなターンである。
ヴィテリー・ターン
雪面に手を着きながら、体を極端に寝かせてするターン。フランスのセルジ・ヴィテリが考え出した。欧米では、ユーロカーブと呼ばれることが多い。
スイッチ(switch)
利き足を前にして滑る技術。フェイキー(fakie)とも呼ぶ。
グランド・トリック(ground trick)
フラットなバーンや地形だけを利用して（構造物を使用せず）行うトリック全般。グラトリと略して言われるが、海外でグランド・トリックという言葉は通じなく、バター・トリックと呼ばれている。
プレス(press)
板を押しつけることでノーズかテールを浮かせて滑る方法。グラウンド・トリックの一種で、ノーズ、テール共にフロントサイド、バックサイド、マニュアルの3種類ある。
オーリー(ollie)
板の弾力を使い、テール部分で雪面を弾いて飛び上がるスケートボードから応用された技術。ノーズ部分を使う場合は「ノーリー」と呼ぶ。昨今では、オーリーの先行動作を強めにかけ、100cmを超えるオーリーのことをポーリーと呼ぶ。　正式記録では95cmの世界タイ記録を持っていたチャンピオンK2ライダーの高井隆司、そしてムラサキチームライダーである兄・康平、弟・勇希の元木兄弟以上3名がポーリーの世界新保持者である。
パンピング(pumping)
ワンメイクやパイプなどでリップを抜ける時、腰を微妙に振るなどし重心を移動させる技術。実際は物理学的に重心の移動は減速につながるため、板の運動と合わせた動きをする、と言うこと。
エア(air)
ジャンプ全般。ハーフパイプではエアーターンと同意。
シフティ(shifty)
ジャンプトリック中に上半身と下半身を逆方向に捻る技術。
グラブ(grab)
ジャンプトリック中に板をつかむ技術。つかむ部位、つかむ手によって、名称が変わる。
- インディーグラブ…後方の手でフロントサイド（体の前方）をつかむ。
- メランコリーグラブ…前方の手でバックサイド（体の後方）をつかむ。メラン（あるいはメロン）と略することも多い。
  - メソッド…メランコリーグラブの状態から、上体を反らす。
    - トゥイーク…メソッドの状態から更に前方へ下半身を捻る。

- ミュートグラブ…前方の手でフロントサイドをつかむ。
  - ジャパンエア…ミュートグラブの状態からメソッドの様に体を反らす。

- ステールフィッシュ…後方の手でバックサイドをつかむ。
- ノーズグラブ…前方の手でノーズ（板の前方）をつかむ。
- テールグラブ…後方の手でテール（板の後方）をつかむ。
- カナディアンベーコン…後方の手で股の間を通してフロントサイドをつかむ。
- スイスチーズ…前方の手で股の間を通してバックサイドをつかむ。
- ローストビーフ…後方の手で股の間を通してバックサイドをつかむ。
  - チキンサラダ…ローストビーフと同じ手で同じ所を、手首をひねらせ肘が外側に向く様につかむ。

- ポーク…グラブ中に体を伸ばすこと。
- ボーニング（ボーン）…グラブ中に足を伸ばすこと。
  - インディノーズボーン…インディグラブの状態で前方の足を伸ばす。
  - クレイル…インディグラブをノーズ寄りにグラブして、その状態で後方の足を伸ばす。
  - シートベルト…ミュートグラブをテール寄りにグラブして、その状態で前方の足を伸ばす。

- スティフィ…グラブ中に両足を伸ばすこと。ミュートグラブですることが多い。
- ダブルグラブ…1エア中に2箇所グラブすること。
  - ゴリラ…インディグラブとミュートグラブを同時にするダブルグラブの一種。別名トラックドライバー。
  - ロケットグラブ…両手でノーズをつかむ。手を交差させるとクロスロケットという別のトリックになる。

スピン・トリック(spin trick)
回転技。水平に回転する角度によって、半回転は180（ワン・エイティー）、一回転は360（スリー・シックスティー、スリー・シックス、スリー、サブ・ロク）と変化する。回転方向によってオープン（まず体が正面を向く回転方向、つまり前方の足と同じ方向に回転。フロントサイドとも呼ぶ）、ブラインド（まず体が背面を向く回転方向、つまり後方の足と同じ方向に回転。バックサイドとも呼ぶ）スピンと呼ぶ。また縦方向の回転は、前方回転はフロント・フリップ、後方回転はバック・フリップと呼び、2回転する場合はダブルを付加する（例：ダブル・バック・フリップ）。
キャブ(CAB)
スピントリックにおいてスイッチ・スタンスでアプローチし、レギュラー・スタンスで着地するトリック。スケートボードのキャバレリアル・トリックに由来する。半回転をハーフ・キャブと呼んだり、この回転を経て行ったトリックの頭に付けることがある。 例：CAB9（キャブ・ナイン。スイッチでジャンプし、オープンサイドに2回転半回転する技。スイッチ・オープン・ナインと同じ意味。）
3D回転
回転軸が斜面に対して垂直でない回転技。ロデオフリップ、マックツイストなど。
ジブ(jib)
ジビング。レールやボックス、丸太など、雪以外を滑走する（こする）技術。これに用いられる人工物をジブ系アイテムと呼び、近年日本のスノーボードパークにも頻繁に見られる。

## 競技
大きく、アルパイン、フリースタイル、スノーボードクロス（ボーダークロス）に分けることができる。

### アルパイン（AL）
旗門で規制されたコースを滑走してタイムや着順を競う種目。旗門競技。用具は主にアルパインスタイルを使用する。空気抵抗の少ない服や、特にスラロームでは旗門接触時の衝撃を和らげるために足にプロテクターを着用することが多い。スーパーG以上の高速種目はスノーボードの特性と合わないこともあり、ほとんど開催されていない。
- スラローム(SL)
  - デュアルスラローム(DU)
  - パラレルスラローム(PSL/PS)
  - バンクドスラローム
- ジャイアントスラローム(GS)
  - パラレルジャイアントスラローム(PGS)
- スーパーG(SG)
- ダウンヒル(DH)

日本国外ではフリーカーブ、ユーロカーブとも呼ばれる。

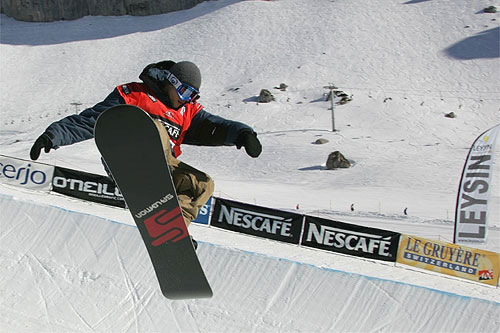
ハーフパイプ

### フリースタイル（FS）
構造物を使用しないグラウンドトリックの競技会などもあるが、キッカーやハーフパイプ、クォーターパイプ、ジブアイテムなどを利用することがほとんど。用具は主にフリースタイルを使用する。
- ハーフパイプ(HP)
- ストレートジャンプ(SJ)/ワンメイク(OM)/ビッグエア(BA)
- クォーターパイプ(QP)
- レール
- スロープスタイル(SS)
- ダブルパイプ(DP)

### スノーボードクロス／ボーダークロス（SX/SBX/BX）
スノーボードクロスは、セクションやオブスタクルと呼ばれるキッカーやウェーブ、バンクなど複数の構造物のある、旗門で規制されたコースを滑走し、タイムを競ったり、同時にスタートする複数名による着順を競う種目。用具はアルパインスタイル、フリースタイルどちらでもかまわない。競技者同士の接触や転倒がよくあるため、通常、ヘルメットなどのプロテクター着用が規定されている。

### そのほか
滑りの完成度や美しさなどを競う、テクニカル、基礎系、技術系、フリーライド（FR）などと呼ばれる競技がある。用具はアルパインスタイル、フリースタイルどちらでもかまわないが、採点基準が異なるため、カテゴリー分けされていることが多い。
過去の国際大会や全日本スノーボード選手権において、モーグル（MO）が開催されたことがある。

### 有名な競技会
- 冬季オリンピック

1974年のブラジルIOC総会ではすでに協議されていた。1998年の長野大会からの正式種目化が決まったとき、国際オリンピック委員会は、国際スノーボード連盟ではなく国際スキー連盟（のちの国際スキー・スノーボード連盟）を国際競技連盟と決定し、スキー競技のスノーボード種別となった。そして、のちにスキー・スノーボード競技のスノーボード種別となった。当時3回のワールドチャンピオンに輝いていたテリエ・ハーコンセンをはじめとするスノーボーダーの中には「スキーヤーではない」との思いから出場をボイコットした者もいた。また、「国のために大会に出るのではない」とする意識から、ハーフパイプ種目はスノーボーダーから嫌忌されることもある。
- USオープン（正式名称：Burton Us Open）

1982年からアメリカで開催されているスノーボード界では最も権威が高いと言われている大会でバートン・スノーボードが主催している。
のちにハーフパイプとスロープスタイルの2種目が行われているが、特にハーフパイプは歴史があり、クレイグ・ケリーやテリエ・ハーコンセンなどスノーボード界でも最もリスペクトされて来た選手が優勝者として名を連ねた。日本人選手では、國母和宏が2011年に優勝。平野歩夢が2018年に優勝。  かつては、ヨーロッパ、日本、カナダ、オーストラリア、ニュージーランドなどに渡るグローバルオープンシリーズだったが、他の地域ではUSオープンだけが残っている。
http://events.burton.com/burton-us-open/
- エックスゲームズ

1997年から開催されている、アメリカ合衆国で行われる賞金額の高いエクストリームスポーツ競技会。ほかの多くのスポーツでは「ワールドカップ」が世界最高レベルだが、スノーボードにおいてはこちらの大会の方が競技レベルは高いと言われる。
- JSBA全日本スノーボード選手権大会

1983年から毎年開催されている、日本国内アマチュア最高峰の大会。各地区大会と全日本学生スノーボード選手権大会の上位入賞者などに出場資格が与えられている。
- SSBA全日本学生スノーボード選手権大会

1989年から毎年開催されている。かつてはJSBA地区大会に準じた競技会であったが、参加者減により、JSBA G1競技会に準ずる扱いとなった。
- JSBA全日本スノーボードテクニカル選手権大会

1994年から毎年開催されている。各地区予選大会と全日本学生スノーボードテクニカル選手権大会の上位入賞者などに出場資格が与えられている。従来2年に1度併催されていたデモンストレーター選考会は、第18回以降、毎年選考されるようになった。
- PSA ASIAスノーボードプロツアー

1995年から毎年開催されている。ポイントレースであるCrown Eventは、1から4個のクラウンでランク付けされた競技会がある。JSBAのプロトライアル有資格アマチュア選手の参加を認めた競技会やプロアマオープン競技会もある。このほか、ノーポイントの特別競技会であるInvitational（国際級インビテーショナル）とAsia Open（エキジビション）によって構成される。
- SAJ全日本スキー選手権大会スノーボード競技

1995年から開催。冬季オリンピック出場を目指す選手の登竜門となる。
- TOYOTA BIG AIR

1997年、日本初のISF公認ストレートジャンプコンテストとして開催。歴史ある大会で、毎年北海道テレビ放送が主催、冠スポンサーはトヨタ自動車。2014年大会後、休止。
- スノーボード世界選手権（英語表記：FIS Snowboard World Championships）

国際スキー連盟主催。
- スノーボード世界選手権（英語表記：World Championships of Snowboarding）

国際スノーボード連盟とTTRワールドスノーボードツアーが共同で2012年から4年に1に開催。
- The Slope

2000年に上越国際スキー場で、日本初のスロープスタイルの大会として「SLOPESTYLE Y2K」開催、2008年に「SlopeStyle」から「The Slope」に変更。http://sbn.japaho.com/sbn/the_slope/
- X-TRAIL JAM

2001年から12月に東京ドームで行われている世界最大級の屋内スノーボード競技会。「音楽とスノーボードの融合」を掲げ、クォーターパイプ、ストレートジャンプを連日で二日間開催する。アーティストのライブも同時に実施。2008年大会後、休止。
- スウォッチTTRワールドスノーボードツアー

正統性、オープン性、革新性を基本理念とし、世界最高級のスノーボード競技環境を創造することを使命とするライダー中心の非営利組織で、もっとも大きなフリースタイルイベントのツアーとなった。TTRはThe Ticket to Rideの略。2002年の国際スノーボード連盟の破綻を受け、ミュンヘンで行われたISPO（国際スポーツ用品見本市）でテリエ・ハーコンセンと業界のイノベーター達によって創設された。アメリカ合衆国、ノルウェー、大韓民国、中華人民共和国、オーストリア、スイス、イングランド、日本、ロシア、フランス、イタリア、トルコ、フィンランド、スウェーデン、アンドラ、ベルギー、オランダ、ドイツ、オーストラリア、ニュージーランドほかの国で、1から6個の星によってランクづけされたイベントを開催している。1シーズンにおける個人成績の高い方から8大会を取って平均し、その平均成績トップの男女1名ずつがチャンピオンとなる。
- エアーミックス

2003年から開催されている。
- JSBAナショナルチャンピオンシップ

2007年から2012年まで開催。全日本選手権の上位者とPSA ASIAのトッププロしか出場が認められていない、真の日本一を決めるイベント。
- ISA全日本学生スノーボード大会

社団法人全日本学生スキー連盟が開催。
- ワールドスノーボーディングチャンピオンシップ（WSC）

TTRとWSFにより、2012年2月10-19日、ノルウェーのオスロで開催された。
- Air & Style

ビックエアのイベント1994年から開催。
- アークティックチャレンジ

テリエ・ハーコンセンらによってスタートさせたイベント。ノルウェーで開催されている。
- ホンダセッション

- USスノーボーディンググランプリ

- デューツアー

エックスゲームズと並ぶエクストリームスポーツのイベント。
- USASA全米選手権

- ザ・マイルハイ

日本が夏の8月に南半球のオーストラリアで開催されているスロープスタイルの大会。
- そのほか

## 日本のスキー場におけるスノーボード
1980年代初頭から、スキー場は相継いでスノーボードを滑走禁止にしてしまう。全面で滑走を認めていたスキー場もあるが、上級者コースを滑走禁止にし、一部開放というスキー場も多くなった。ターン孤の大きさや性質が違うスノーボードとスキーでの接触事故が多くみられたという理由や、初級者が多く、装着場所などのルールやマナーが整理されていなかったスノーボードが、スキーヤーにとっては危険で邪魔であったからという理由が大きい。
スノーボード禁止としたスキー場でも、登録や受講、スキー場が実施するテストを受検してライセンスを取得するなどの条件を満たせば滑走できるようにする所も増えていった。その後、スノーボーダーの技術向上などによりライセンス制の廃止が相継ぎ、見られなくなった。バブル期から1990年代半ばにかけてのスキーブームの時期においては、日本国内の人気のウィンタースポーツのメインストリームはスキーであり、週末になると1台のリフトを数時間待つということもあったが、時代は移り変わり、21世紀以降になると国内のスキー人口が年々減り続ける中で、年々増加するスノーボード比率も受け入れなくてはならないという、スキー場の経営的側面も影響している。長野県の老舗スキー場などでは、事故が多いスノーボード解禁には消極的だったが、スノーボードを全面滑走禁止にしているゲレンデはほとんどなくなった。のちに、キッカーやレール、ハーフパイプといった施設を揃えたスノーボードパークを設置するリゾートも増え、多くのスノーボーダーの人気を集めている。
また、季節や降雪に関係なく楽しめる屋内施設もある。かつては、ららぽーとスキードームSSAWSという大型屋内施設があった。
北米、欧州と比較して用具の普及率が突出して高く、自前の用具を用意する人とレンタルを利用する比率は8：2と言われている。これは北米、欧州の全く逆。このため、レンタルスノーボードにおいては後進国といわれている。
スノーボード全面滑走禁止のスキー場
- 北海道
  - 札幌藻岩山スキー場

- 山形県
  - 蔵王猿倉スキー場

- 福島県
  - 会津高原高畑スキー場

- 新潟県
  - NASPAスキーガーデン
  - 苗場スキー場 浅貝ゲレンデ
  - 一本杉スキー場

- 群馬県
  - かたしな高原スキー場

- 長野県
  - 白樺高原国際スキー場
  - ブランシュたかやまスキーリゾート(2025-26シーズンから解禁予定)

-   - きそふくしまスキー場

- 愛知県
  - 茶臼山高原スキー場（年末年始を除く平日のみ滑走可能）

- 三重県
  - 御在所スキー場

- 兵庫県
  - 六甲山人工スキー場（デイタイムの16時まで滑走禁止 ナイターのみ滑走可能）

- 鳥取県
  - 安蔵公園スキー場

## 関連団体
国際競技連盟が、WSF（世界スノーボード連盟）とFIS（国際スキー連盟）、日本の国内競技連盟ではJSBA（日本スノーボード協会）とSAJ（全日本スキー連盟）に分かれており、長年にわたって対立している。対立の根源はスノーボードそのものの位置づけで、WSF/JSBAが「スキーとは違う単一スポーツ」としているのに対し、FIS/SAJは「スキーの一種目」としていることにある。冬季オリンピックにおいてスノーボードを採用する際、若者のスポーツ離れを懸念していてスーボードのような若者に人気のエクストリーム・スポーツの取り込みのため正式種目としての開催を急いでいたIOC（国際オリンピック委員会）は、すでに正式競技となっていたスキーの一部として開催するためにFISを国際競技連盟と決定した。そのため、日本ではFISの国内競技連盟となっているSAJに登録しなければオリンピックに出場できなくなった。これを皮切りに他のエクストリームスポーツであるスケートボード（国際ローラースケート連盟）、3x3（国際バスケットボール連盟）、ブレイキン（世界ダンススポーツ連盟）やパルクール（国際体操連盟）でも同じようなこと（新しい種目をオリンピックの正式競技の国際競技連盟やIOC承認国際競技連盟とされている類似の種目の一種として採用すること）が起き始めている。

### 国際競技連盟
- ヨーロッパスノーボード協会（英: Europe Snowboard Association）

1985年発足。ヨーロッパ各国のスノーボード協会が集まった協会。
- 国際スノーボード協会（英: International Snowboard Association、ISA）

1989年3月、フランスのアボリアで発足。ヨーロッパ各国のスノーボード協会が集まった協会。ISFとほぼ同時期に消滅。
- 国際スノーボード連盟（英: International Snowboard Federation、ISF）

1991年発足。スノーボード協会、プロ協会、産業団体、リゾート団体の集合体。2002年6月22日解散。
- 世界スノーボード連盟（英: World Snowboard Federation、WSF）

2002年8月10日、ISF破綻の穴を埋めるために日本とノルウェーが主体となって発足。
- 国際スキー・スノーボード連盟（仏: Fédération Internationale de Ski et de snowboard、FIS）

### 国内競技連盟

#### ISF,WSF加盟団体
略称NSA。
- オーストリアスノーボード協会（英: Austrian Snowboard Association、ASA）

ISFメンバーであった。
- 新オーストリアスノーボード協会（英: -New Austrian Snowboard Association、NASA）

WSFメンバー。
- カナダスノーボード連盟（英: Canadian Snowboard Federation、CSF）

ISFメンバーであった。WSFメンバー。
- チェコ共和国スノーボード協会（英: Asociace ceského snowboardingu、ACS）

ISFメンバーであった。WSFメンバー。
- イタリアスノーボード協会（英: Federazione Snowboard Italia、FSI）

ISFメンバーであった。WSFメンバー。
- 日本スノーボード協会（英: Japan Snowboarding Association、JSBA）

1982年発足。世界で最初の国協会。ISFメンバーであった。WSFメンバー。
- 韓国スノーボード協会（英: Korean Snowboard Association、KSBA）

1995年発足。ISFメンバーであった。
- ノルウェイスノーボード協会（英: Norges Snowboard Forbundet、NSBF）

ISFメンバーであった。WSFメンバー。
- アメリカスノーボード協会（英: United States of America Snowboard Association、USASA）

ISFメンバーであった。WSFメンバー。

#### そのほか
- 全日本スキー連盟（英: Ski Association of Japan、SAJ）

FISメンバー。
- 日本職業スキー教師協会（英: Professional Ski Instructors Association of Japan、SIA）

スキーのインストラクターを職業としている団体。国際団体のISIAに加盟しているのはこちら。
- 全米スキー&スノーボード協会（英: U.S. Ski and Snowboard Association、USSA）

1905年、アメリカスキー協会が1997年に名称を変更。FISメンバー。

### プロ・インストラクター団体
- プロスノーボーダーズアソシエイション（英: Pro Snowboarders Association、PSA）

ヨーロッパのプロ団体。NSAのスポンサーがプロの大会のみを管理することを望んだため、1990年にスイスのレンツァーハイドで発足。ISFメンバーであった。
- プロスノーボーダーズアソシエイション ノースアメリカ（英: Pro Snowboarders Association North America、PSA NA）

北アメリカのプロ団体。1990年代に発足。ISFメンバーであった。
- プロスノーボーダーズ アソシエイション アジア（英: Pro Snowboarders Association Asia、PSA ASIA）

1995年に発足、アジアのプロ団体（のちにJSBA公認プロのみとなる）。ISFメンバーであった。
- プロスノーボーダーズアソシエイション コリア（英: Pro Snowboarders Association Korea、PSA KOERA）

韓国のプロ団体。1997年発足。ISFメンバーであった。
- アメリカスノーボードインストラクター協会（英: American Association of Snowboard Instructors、AASI）
- カナダスノーボードインストラクター協会（英: Canadian Association of Snowboard Instructors、CASI）

### リゾート団体
- 国際スノーボードリゾート協会（英: International Snowboard Resort Association、ISRA）

1994年4月、オーストリアのインスブルックで発足。
- 全国スキーエリア協会（英: National Ski Areas Association、NSAA）

### 産業団体
- ヨーロッパスノーボード産業連盟（英: European Snowboard Industry Federation、ESIF）
- 全国スキー・スノーボード小売店協会（英: National Ski and Snowboard Retailers Association、NSSRA)
- 日本スノーボード産業振興会（英: Snowboard Industrial Federation of Japan、SBJ）
- アメリカスノースポーツ産業協会（英: SnowSports Industries America、SIA）

## 資格
日本では主にJSBA、SAJ、SIAの3団体が各種資格を発行している。技術認定系、教師系の資格は3団体とも、SIA以外では競技役員資格や、JSBAではパトロール資格もある。

### JSBA
- 公認デモンストレーター
- スノーボード公認インストラクター
- スノーボードバッジテスト
- スノーボード公認検定員
- 公認スノーボードパトロール
- 公認セイフティパトロール

### SAJ
- 公認スノーボード指導員
- 公認スノーボード準指導員
- 公認スノーボード検定員
- 公認スノーボードバッジテスト

### SIA
- スノーボード教師
- スノーボードバッジテスト検定

## スノーボーダー
- スノーボード選手一覧を参照。